# Menaforia eburata
Menaforia eburata är en stekelart som först beskrevs av Tosquinet 1903.  Menaforia eburata ingår i släktet Menaforia och familjen brokparasitsteklar. Inga underarter finns listade i Catalogue of Life.